# Cyperus cyprius
Cyperus cyprius là một loài thực vật có hoa trong họ Cói. Loài này được Post mô tả khoa học đầu tiên năm 1900.